# Красное Поле (Пензенская область)
Красное Поле — село в Камешкирском районе Пензенской области России, входит в состав Новошаткинского сельсовета.

## География
Расположено в верховьях речки Верхозимка в 14 км на юг от центра сельсовета села Новое Шаткино и в 25 км на восток от районного центра села Русский Камешкир.

## История
В 1736 г. числилась новопоселенной деревней поручика Е.А. Аблязова. Красным называли лучшее, любное поле; сравните: красный хлеб – пшеница. В 1748 году – д. Красное Поле Узинского стана Пензенского уезда девицы Анны Афанасьевны Радищевой, 101 ревизская душа, многие крестьяне переведены из с. Преображенского. С 1780 г. – в составе Кузнецкого уезда Саратовской губернии. В 1795 году – д. Красное Поле, владение обер-провиантмейстеров Александра и Ивана Петровичей Облязовых, 84 двора, 274 ревизских души. В 1859 г. – часовня, 2 мельницы, дранка. Крестьяне находились на оброке, платили по 20 рублей с тягла (В.П. Бердников). Перед отменой крепостного права показан помещик Ст. Ст. Шиловский, 546 ревизских душ крестьян, 200 тягол на оброке (платили в год по 18 руб. 57 ½ коп. с тягла), у крестьян 147 дворов на 110,68 дес. усадебной земли, 800 дес. пашни, у помещика 576 дес. удобной полевой земли. После отмены крепостного права крестьяне выкупили у своих помещиков Шиловских землю в собственность. В 1877 г. – в составе Нижне-Облязовской волости Кузнецкого уезда, 179 дворов, часовня. В 1911 г. – в составе Старо-Чирчимской волости Кузнецкого уезда, 220 дворов, деревянная церковь во имя Николая Чудотворца (построена в 1901 г. на средства Саратовского епархиального училищного совета и на проценты с капитала профессора Г.А. Захарьина), церковноприходская школа.
С 1928 года село являлось центром сельсовета Камешкирского района Кузнецкого округа Средне-Волжской области (с 1939 года — в составе Пензенской области). В годы коллективизации создан колхоз «Красный строитель». В 1955 г. – в составе Старочирчимского сельсовета, центральная усадьба колхоза «Красный строитель». В 1980-е годы в составе Новошаткинского сельсовета.

## Население
| 1748 | 1795 | 1859  | 1959 | 1979 | 1989 | 1996 |
| ---- | ---- | ----- | ---- | ---- | ---- | ---- |
| 202  | ↗548 | ↗1146 | ↘316 | ↘217 | ↘160 | ↘117 |
| 2002 | 2010 |       |      |      |      |      |
| ↘92  | ↘49  |       |      |      |      |      |

## Известные люди
Красное Поле — родина Героя Советского Союза Василия Алексеевича Горина (1920–1990), лейтенанта, летчика авиаэскадрильи разведки, совершившего 310 боевых вылетов, лично сбившего 4 и в группе 3 самолета противника; награжден четырьмя орденами Красного Знамени, тремя орденами Отечественной войны, орденом Красной Звезды.